# فيرخنيايا تويما
فيركنيايا تويما (بالروسية: Верхняя Тойма) هي مدينة في مقاطعة أوبلاست أرخانغلسك في روسيا. يبلغ عدد سكانها حوالي 3736 نسمة.